# Deborah Knox
Deborah Knox, née le 26 septembre 1968 à Dunfermline en Écosse, est une curleuse Écossaise. 
Elle remporte le titre olympique aux Jeux olympiques d'hiver de 2002 à Salt Lake City.